# 프리드리히 3세 (독일 황제)
프리드리히 3세(독일어: Friedrich III 프리드리히 데어 드리테[*], 1831년 10월 18일~1888년 6월 15일)는 독일 제국의 제2대 황제 겸 프로이센 왕국의 왕(Deutscher Kaiser und König von Preußen, 재위: 1888년 3월 9일 ~ 6월 15일)이다. 본명은 프리드리히 빌헬름 니콜라우스 카를 호엔촐레른 폰 프로이센(독일어: Friedrich Wilhelm Nikolaus Karl Hohenzollern von Preußen)이며 프리츠(독일어: Fritz)라는 애칭으로도 불리었다. 독일 제국의 초대 황제 빌헬름 1세와 아우구스타 황후의 외동아들로 태어나 가풍에 따라 군인으로 자랐다. 1861년 아버지가 프로이센 왕에 즉위한 후 왕세자에 책봉되었다. 제2차 슐레스비히 전쟁과 프로이센-오스트리아 전쟁 그리고 프로이센-프랑스 전쟁에서 군공을 세우고 그 지도력과 능력을 인정받았으나 전쟁에 대한 적개심을 갖고 있었고, 그의 인도주의적 처사에 많은 우방과 적이 감탄하였다. 1871년 독일 제국이 성립된 후 다시 황태자로 책봉되었고 1888년, 부황 빌헬름 1세가 90세를 일기로 사망하자 그 뒤를 이어 27년간 후계자 자리에 있던 프리드리히가 독일 제국 황제 겸 프로이센 왕에 즉위하였다. 그러나 황태자 시절부터 후두암으로 투병중이었던 그는 결국 즉위 99일 만인 6월 15일에 56세를 일기로 급사하였다.
프리드리히 3세는 영국의 빅토리아 여왕의 장녀 빅토리아 아델라이드 메리 루이즈 공주와 결혼하였다. 특히 부부는 자유주의에 큰 관심을 두고 있었고, 인민들이 보다 많은 의견을 정부에 대변하기를 원했다. 프리드리히는 비록 보수적인 군인적 가풍에서 자랐지만, 본 대학교에서의 학창시절과 부인으로부터 받은 영국 자유주의의 영향으로 인해 진보적인 성향을 가졌다. 황태자로서 그는 수상의 권력을 제한하기를 주장했고 무력으로 독일을 통일하려는 정책을 핀 보수파 제국수상 오토 본 비스마르크와 자주 충돌했다. 독일과 영국의 자유주의자들은 프리드리히가 군주로서 독일 제국을 더 자유롭게 진보시킬 것으로 기대했다.
프리드리히는 장인이자 빅토리아 공주의 아버지인 앨버트 공을 매우 존경하였다. 프리드리히 부부는 영국의 장인과 장모처럼 배우자 역시 나랏일에 함께 참여하기를 희망하였고, 비스마르크가 자신을 위해 만들어놨던 행정부의 문제점을 대대적으로 개혁하고자 하였다. 이에 따라 황제 직속의 제국수상실을 제국의회에서 선출된 각부 장관 중심의 영국식 내각으로 개편, 정부의 모든 정책은 내각의 총의에 따라 결정, 집행하게 되는 계획이었다. 프리드리히는 제국헌법을 일러 교묘하고 부자연스러운 혼돈이라 정의했다.
| “ | 황태자와 황태자비는 진보주의 세력을 지지하였고, 70대에 접어든 비스마르크는 늙은 황제가 언제 죽을지, 그리고 자신을 몰아내고 진보 세력의 지도자가 제국수상이 되는 것을 두려워하였다. 비스마르크는 황태자의 행보를 경계하여 그의 행동을 제약해 더 이상의 다른 영향을 받지 못하게 했을 뿐만 아니라 그의 인기마저도 떨어뜨렸다. | ” |

그러나 프리드리히는 병으로 인해 효과적으로 정책을 수립하고 추진하지 못했다. 그리고 그의 진보적인 정책은 이후 그의 아들 빌헬름 2세에 의해 폐기된다.
프리드리히 3세의 정확한 서거 시각과 그의 즉위 기간은 여러 역사가들의 중요한 논쟁거리 중 하나다. 프리드리히가 즉위했던 기간은 독일 역사에 큰 전환점이 될 수 있었던 시기였기 때문이다. 이 때문에 많은 역사가들 사이에서는 과연 그가 더 오래 살았더라면 독일이 자유주의적으로 변모했을지에 대해 의견이 분분하다. 역대 독일 군주 순서대로 보면 프리드리히 4세가 되어야 하나 오스트리아 합스부르크-로렌 왕가의 반발을 의식, 프로이센을 계승하는 프리드리히 3세 칭호를 채택했다.

## 사생활

### 어린 시절과 교육

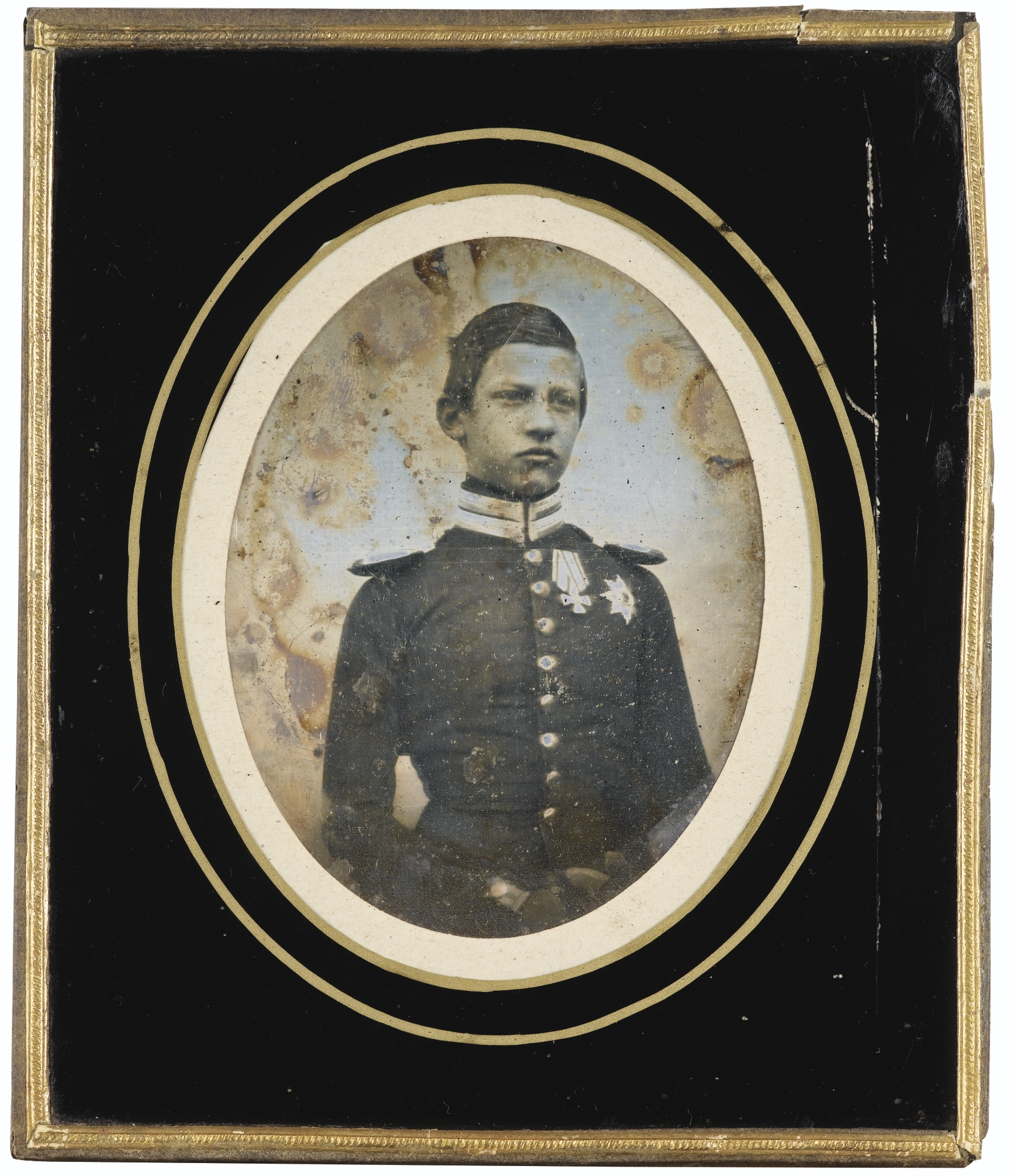
1841년경의 어린 프리디리히 빌헬름.

프리드리히 빌헬름 니콜라우스 칼은 빌헬름 1세와 아우구스타 황후의 맏이이자 장남으로 1831년 10월 18일, 포츠담의 신궁전에서 태어났다. 그는 당시 독일의 여러 군국 중 가장 강력한 국가였던 프로이센의 왕가인 호엔촐레른 가문의 혈통을 이어받았다. 아버지는 프로이센의 왕자인 빌헬름 왕자였고, 큰아버지는 프리드리히 빌헬름 왕세자였으며, 당시 프로이센의 국왕은 프리드리히 빌헬름 3세로 갓 태어난 프리드리히의 할아버지였다. 어린 프리드리히는 아버지의 뜻에 따라 호엔촐레른 가문의 군대식 가풍에서 교육받아 엄격한 원칙주의자로 자랐다. 빌헬름은 본래 그의 사촌이기도 한 폴란드 왕실의 엘리자 라지빌라를 사랑하였으나, 프리드리히 빌헬름 3세는 엘리자의 신분이 높지 않다는 이유로 빌헬름과 엘리자의 혼사를 극력 반대하였다. 왕과 왕비는 새로운 여인을 빌헬름의 정혼자로 짝지어줬는데 바로 작센바이마르의 아우구스타 공주였다. 당시 바이마르는 헌법에 의거하여 인민들의 정치 참여가 활성화되었고 군주의 권한은 이에 비례하여 제한되어 있었다. 그녀는 바이마르의 이러한 지적이고 예술적인 환경에서 자라나 뚜렷한 자유주의 성향을 가진 사람으로 유럽에 잘 알려져 있었다. 이러한 부부간의 다른 가정 환경과 정치적 성향으로 빌헬름과 아우구스타는 행복한 결혼 생활을 지내지 못했고 프리드리히는 불화가 끊이지 않는 가정에서 유년 시절을 상당히 외롭게 보냈다. 프리드리히에게는 한 명의 여동생이 있었는데 훗날 바덴의 대공비가 되는 루이제 공주로 프리드리히보다는 여덟 살 아래였으며 우애 또한 돈독했다. 프리드리히는 또한 "왕좌에 앉은 로맨티스트"(The romanticist on the throne)라 불리던 백부 프리드리히 빌헬름 4세와도 좋은 관계를 유지하였다.
어린 프리드리히는 1840년대 이래 독일에서 맹위를 떨치던 자유주의 세력 중심의 혼탁한 정국을 겪었다. 당시 자유주의자들은 독일인들의 열광적이고 광범위한 지지를 얻으며 세를 넓혀나가고 있었다. 자유주의자들은 독일의 통일을 희망하였고 입헌군주론자들은 새 헌법을 만들어 모든 인민들의 평등권 보장, 재산 보호, 그리고 기본 인권 보장을 구호로 내세웠다. 즉, 자유주의자들은 인민들의입장을 대변하고 그들의 뜻에 따라 정책을 수립하는 정부를 원하였다. 프리드리히가 17살이 된 1848년, 민족주의자들과 자유주의자들은 독일 전 지역과 서유럽에 걸쳐 대규모의 시위를 주도하였다. 자유주의와 민족주의 세력은 집회와 결사의 자유, 언론의 자유 등의 자유권의 보장과 독일 의회의 수립, 그리고 헌법의 제정을 요구했다. 비록 독일에서의 혁명은 뚜렷한 족적을 남기지는 않았지만, 프리드리히가 어릴 때 목도한 이 자유주의는 훗날 그의 일생에 걸쳐 큰 영향력을 발휘하게 된다.
호엔촐레른 왕가의 강경한 군대식 가풍과 교육에도 불구하고, 어머니 아우구스타는 프리드리히가 고전 교육도 같이 받아야 한다고 주장하였다. 이에 따라 어린 프리드리히는 군대 교육과 자유과 교육을 모두 받으며 자라났다. 그의 가정교사는 당시 유명한 고고학자 에른스트 쿠르티우스였다. 프리드리히는 유능한 학생으로 외국어에 뛰어난 실력을 보였는데, 영어와 프랑스어를 유창하게 구사했으며 라틴어 또한 공부하였다. 그는 또한 역사, 지리, 물리, 음악과 종교 등을 배웠으며 특히 체육에서 뛰어난 실력을 보였다. 프로이센의 왕실의 가풍에 따라 배운 승마 역시 수준급의 실력을 보였다. 호엔촐레른 왕가의 왕자들은 어릴 때부터 군대식 생활과 가풍을 몸에 배도록 교육받았는데 프리드리히 역시 10살에 근위병 제1보병연대의 소위로 임관함과 동시에 검은 독수리 훈장을 수여받았다. 프리드리히는 자라면서 군무에 점점 적극적으로 참가하였다. 18살 때, 프리드리히는 보수적인 가풍을 따르지 않고 본 대학교에 입학하여 역사, 법학, 정치학, 공공 정책학 등을 배웠다. 그는 1850년에서 1852년까지 2년 동안 본 대학교에서 학창시절을 보냈는데, 이때 그를 가르친 교수로는 에른스트 모리츠 아른트와 프리드리히 크리스토프 달만이 있었다. 프리드리히의 본에서의 학창시절은 훗날의 부인과 처가 등 온건한 가족 구성원들과 함께 그의 자유주의 성향을 확립하는데 큰 영향력을 발휘했다.

### 결혼과 가족

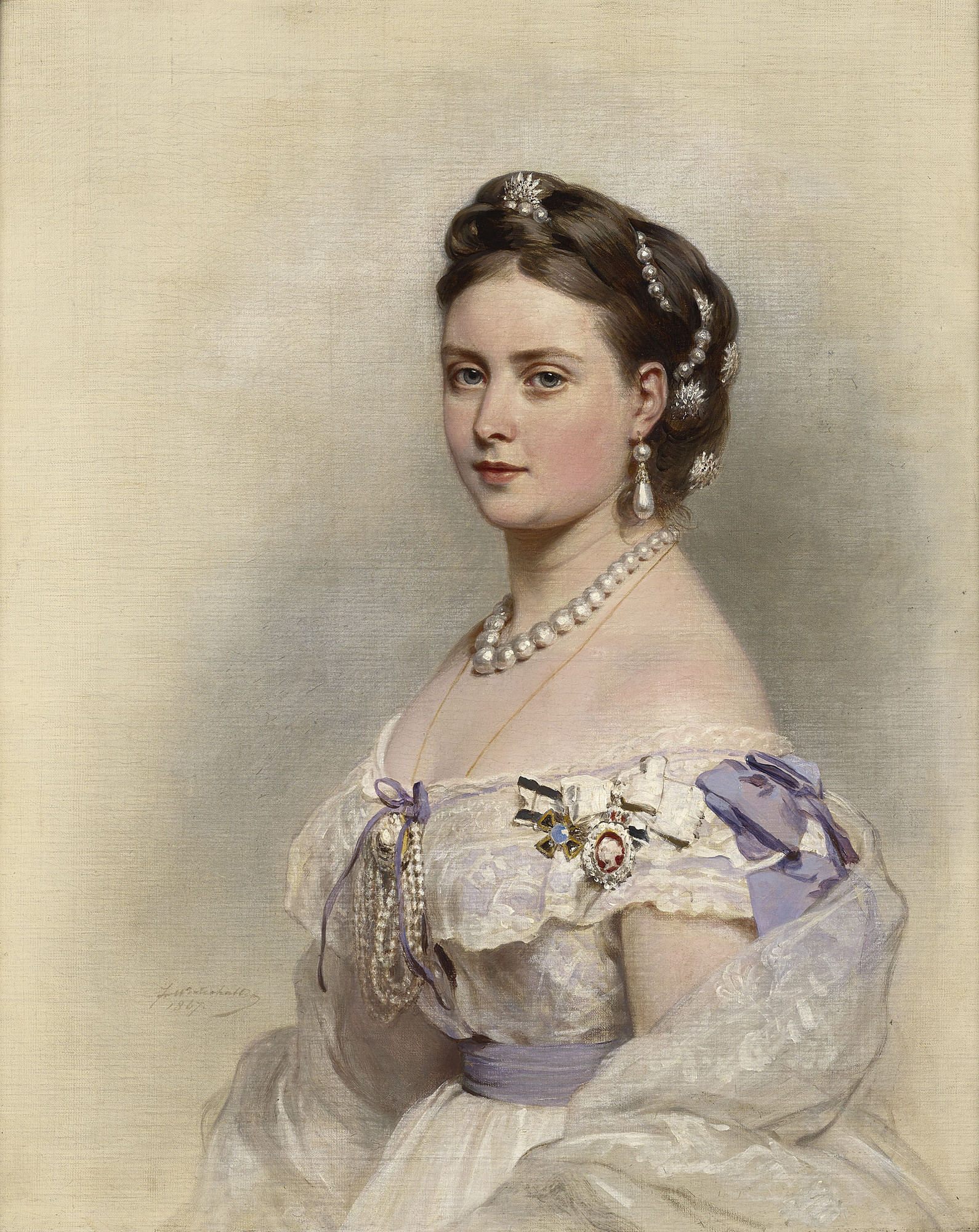
프리드리히와 1858년 결혼한 빅토리아 여왕의 장녀 빅토리아 공주.

19세기의 유럽에서는 각국간의 동맹과 왕실의 혈통을 확고하게 다질 목적으로 정략 결혼이 성행하였다. 1851년, 영국의 빅토리아 여왕과 부군 앨버트 공은 그들의 장녀 빅토리아 공주를 프리드리히와 맺어주려 하였다. 당시 영국의 하노버 왕가는 대부분 독일인의 혈통을 가지고 있었고, 빅토리아 여왕은 영국인의 피가 조금 흐르고 있던 반면, 앨버트 공은 순수한 독일인이었다. 여왕과 부군은 그리하여 독일인의 혈통을 지키기 위해 호엔촐레른 왕가와의 혼사를 갈망하였고, 더불어 앨버트 공은 이 정략 결혼으로 인해 프로이센의 자유주의화와 근대화의 원동력이 되길 바랬다. 빅토리아와 앨버트의 숙부가 되는 벨기에 국왕 레오폴 1세 역시 이 혼사를 지지했다. 그는 스톡마 남작의 혼인동맹 조언을 받아들여 프로이센과 영국 양쪽에 혼사를 강력히 추진했다. 프리드리히의 아버지인 빌헬름 왕자는 영국과의 정략 결혼에 큰 관심을 두지 않았고 오히려 러시아 제국의 공주를 며느리로 들이고 싶어하였다. 그러나 아우구스타는 이 혼사로 자신의 아들이 영국과의 더욱 긴밀한 관계를 맺어줄 것이라 생각했다. 1851년, 아우구스타는 프리드리히를 영국으로 보내 런던에서 열린 1851년 만국 박람회를 참관케 함과 동시에, 그녀는 산업혁명과 자유주의의 본고장인 영국이 자신의 아들에게 긍정적인 영향을 끼칠 것이라 생각했다. 앨버트 공은 프리드리히의 영국 방문 기간 동안 그를 보살피며 도왔고 11살밖에 안 된 빅토리아 공주는 세계 박람회장인 수정궁에서 프리드리히를 안내하는 역할을 맡았다. 이후 프리드리히와 빅토리아 간의 편지 교환도 여러번 이루어졌다.
프리드리히와 빅토리아의 약혼식은 1856년 4월에 열렸고, 1858년 1월 25일에는 런던의 성 제임스 궁전의 예배당에서 결혼식을 거행하였다. 결혼과 동시에, 프리드리히는 프로이센 육군 소장으로 진급하였다. 비록 정략 결혼이었지만, 갓 결혼한 신혼부부는 금슬이 매우 좋았고 결혼 생활 역시 행복하였다. 빅토리아 역시 그녀의 남편과 마찬가지로 자유주의 교육을 받아 프리드리히와 잘 맞았다. 또한 빅토리아가 결혼생활에서 주도적인 역할을 하였다. 부부는 왕세자궁에 거주하였고 슬하에 여덟 자녀를 두었다. 1859년에는 장남이자 훗날 독일의 황제가 되는 빌헬름이, 다음해에는 장녀 샤를롯테가, 1862년에는 차남 하인리히가, 1864년에는 삼남 지기스문드가 태어났다. 이어서 1866년에는 차녀 빅토리아가, 1868년에는 사남 발데마르가, 1870년에는 삼녀 조피가, 마지막으로 1872년에는 사녀 마르가레테가 출생하였다. 시기스문드는 2살에 그리고 발데마르는 11살에 요절하였고 장남 빌헬름은 짧은 왼팔로 평생을 고생했는데 그가 선천적으로 약간의 뇌성마비를 앓았으며 태어날 때 역산으로 분만했기 때문이라고 전해진다. 빌헬름은 프리드리히 3세 사후 독일 제국의 제3대 황제로 즉위하나, 양친의 자유주의 사상을 하나도 물려받지 않았으며, 어머니인 빅토리아는 그를 “골수 프로이센인”이라 부르며 비판적으로 대했다. 이러한 뚜렷한 정치적 성향 차이는 부자, 모자간의 사이 또한 악화시켰으며 프리드리히, 빅토리아, 빌헬름의 평생에 걸쳐 가족 관계가 그리 원만하지 못했다.

## 정치 생활

### 왕세자 시절

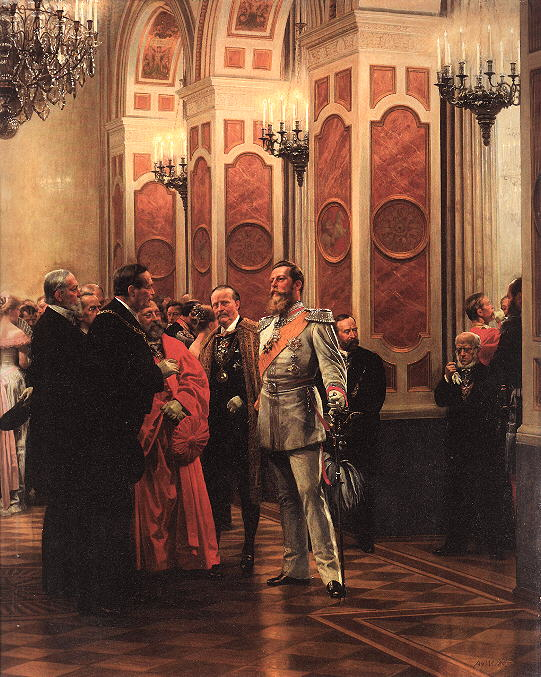
빌헬름 1세는 프리드리히에게 연회나 고관대작과의 사교 파티 등 여러 공식 행사에 참석하는 것을 허락하였다.

1861년 1월 2일, 큰아버지 프리드리히 빌헬름 4세가 세상을 떠나고 섭정을 하고 있던 아버지 빌헬름 왕자가 프로이센의 새 왕으로 즉위하니 이가 빌헬름 1세이다. 29세의 프리드리히는 이어서 왕세자로 책봉되었으며 황태자로서의 기간까지 합쳐 27년간 왕위 계승자로서의 지위를 지켰다. 새 국왕은 정치적으로 중립을 지킬 것을 천명하였기에 자유주의에 우호적이던 프리드리히와 진보주의 세력은 빌헬름 1세가 독일에 자유주의 정책을 수립해 줄것을 희망하였다. 자유주의자들은 프로이센 의회(Lantag)에서 점차 세력을 불려가며 의회석의 다수를 차지하였으나, 빌헬름 국왕은 곧 보수적인 시각을 드러내며 자유주의자들에게 제동을 걸었다. 한편으로, 프리드리히는 “국내외 문제에 대한 근본적인 자유주의 정책의 수립”에 열렬히 동의한다고 밝혔다.
빌헬름 1세는 이미 64세의 고령이었고 또한 독단적인 군대식 기질을 가지고 있었기에, 정책면에서 의회와 자주 충돌하였다. 1862년 9월, 빌헬름 국왕이 군대의 재건을 위해 예산을 요구하자 의회는 이를 거절하였다. 이에 국왕은 프리드리히 왕세자에게 양위를 하겠다며 의회를 위협하는 등 왕실과 의회의 골이 깊어져갔다. 프리드리히는 이러한 부왕의 행동에 크게 놀라며, 양위는 “왕실과 국가, 그리고 왕권에 크나큰 위협”이 될 것이라고 말하며 아버지의 양위를 극구 만류하였다. 빌헬름 1세는 재고하였고 육군장관 알브레히트 폰 론의 조언에 따라, 의회의 다수파에 맞서 군비 확장을 강력히 요구한 오토 폰 비스마르크를 수상에 임명하였다. 비스마르크는 권위주의자로서 줄곧 의회의 결정을 무시하고 그 결정을 번복하려 했다. 이러한 비스마르크의 등장은 빌헬름 1세와 프리드리히 왕세자 부자 사이에 정치적 충돌을 야기하였고, 빌헬름 1세가 사망할 때까지 프리드리히는 국정에 간여할 수 없게 되었다. 프리드리히는 피를 흘릴 필요가 없는 “정신적 정복전쟁”을 주장하여 자유주의와 평화주의의 기치 아래 독일을 통일시켜야 한다고 맞섰으나, 결국 프로이센은 비스마르크의 철혈정책을 채택하여 국가의 군대화를 꾀했다. 프리드리히와 빌헬름 국왕, 비스마르크 사이의 갈등이 절정에 이르게 된것은 1863년 6월 4일, 프리드리히 왕세자가 단치히의 공식 환영 행사에서 비스마르크의 언론 자유권의 제한 정책을 정면으로 비판하면서 시작되었다. 이 연설과 함께 비스마르크는 그의 정적이 되었으며, 소식을 들은 부왕 빌헬름 1세는 격노하였다. 이 사건을 계기로, 프리드리히 왕세자는 아버지의 재위 기간 내내 정치적인 의견을 피력할 수 없었으며, 정치 현안에서도 그의 의견은 배제되었다. 그러나 여전히 프리드리히는 외국에서 프로이센 왕실을 대표하는 역할을 수행하였으며 훗날 독일 제국이 성립한 이후 황태자가 되어서도 대관식, 결혼식, 축하 행사 등 여러 행사에서도 아버지인 황제를 대신하여 외국을 순방했다. 1887년에는 장모인 빅토리아 여왕의 골든 쥬빌리 행사에도 참석하였다.
프리드리히의 친자유주의 성향을 크게 경계한 빌헬름 1세 때문에, 왕세자는 영국에서 많은 시간을 보냈으며 장모 빅토리아 여왕은 맏사위인 그를 여러 공식 행사에 보내 자신을 대신케 했다.

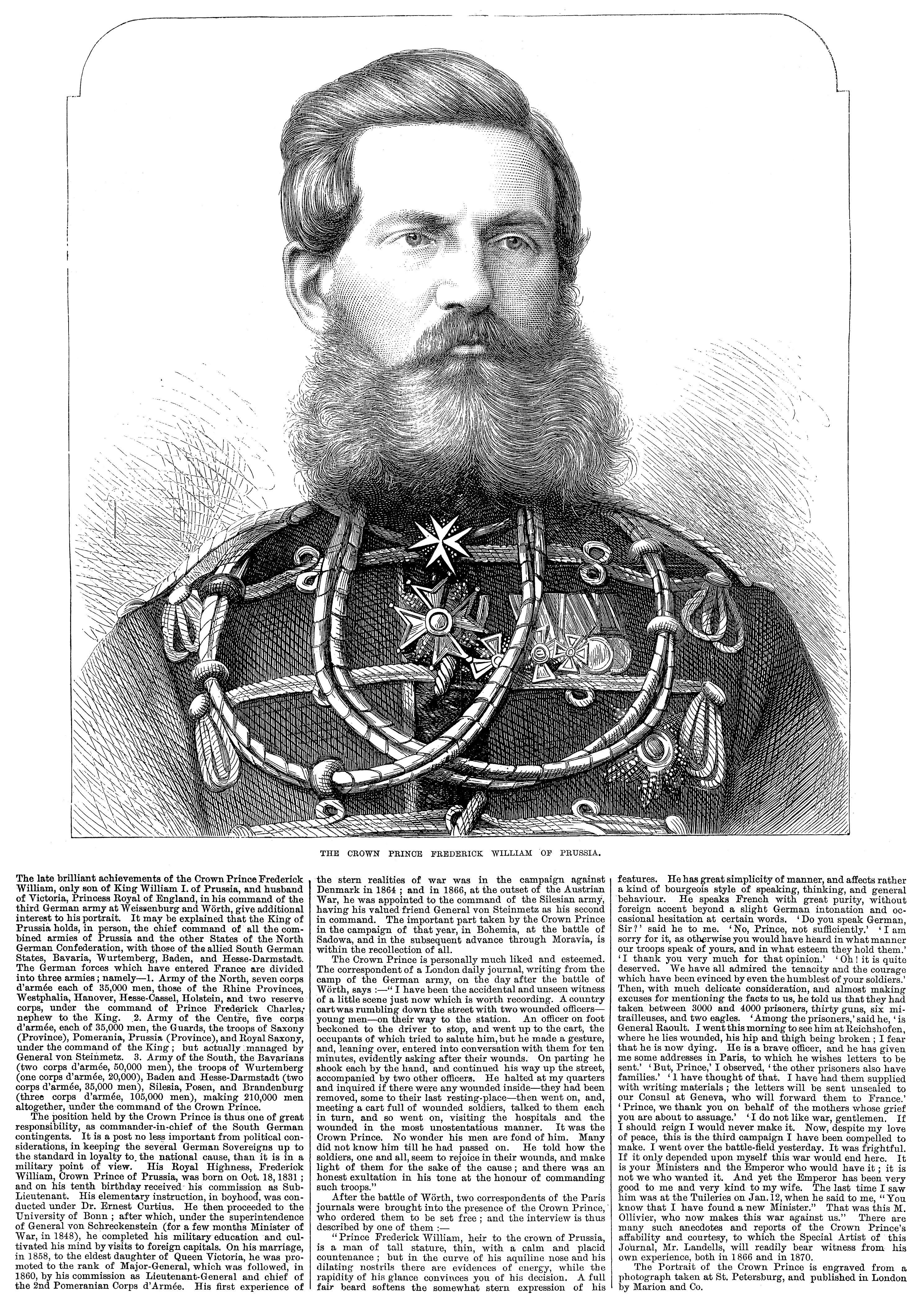
1870년 8월 20일자 《일러스트레이티드 런던 뉴스》에서 프리드리히 왕세자의 전공을 치하하는 기사.

프리드리히 왕세자는 덴마크, 오스트리아, 그리고 프랑스와의 전쟁에서 싸웠다. 비록 그는 군사적인 행동을 경계하고 반대하였으나, 전쟁이 개전되면 프로이센의 군대를 강력히 지지하고 사령관으로서 군사들을 지휘하였다. 정치 무대에서 별다른 영향력을 행사하지 못했던 프리드리히에게 있어서 여러 국가와의 전쟁은 그의 활약을 보여줄 수 있는 기회였다. 왕세자가 가장 먼저 나선 전쟁은 제2차 슐레스비히 전쟁으로 당시 북독일 연방 총사령관인 브랑겔 원수와 예하 장군들의 상관으로 부임하였다. 프리드리히는 브랑겔과 여러 장군, 장교들간의 갈등을 조정하는 데에 전력했다. 프로이센군과 동맹국인 오스트리아 제국의 군대는 덴마크군을 격파하고 유틀란트 남반부를 점령하였다. 그러나 전쟁 이후 프로이센과 오스트리아는 독일의 패권을 다투며 2년 간 서로 정치공작을 일삼다가 프로이센-오스트리아 전쟁으로 그 갈등은 절정을 맞게 되었다. 프리드리히는 프로이센 왕실 일원 중 유일하게 “슐레스비히홀스타인 공작인 프리드리히 8세의 지위를 보장하고 오스트리아와의 전쟁은 동족상잔(fratricide)”이라 칭하며 지나친 군사 행동을 경계하였다. 비록 그는 독일의 통일과 신성 로마 제국의 부활을 지지하였으나, “전쟁이 독일을 통일할 올바른 방법이라는 주장에는 동의하지 않았다.” 그러나 오스트리아와의 전쟁이 발발한 직후, 프리드리히는 프로이센의 제2야전군을 통솔하며 레온하트 그라프 폰 블루멘탈 장군을 참모장으로 임명했다. 그의 제2야전군은 또한 프로이센-오스트리아 전쟁의 승패를 좌우한 쾨니히그레츠 전투에서 공훈을 세워 프로이센의 승리에 기여하였다. 전투 후, 빌헬름 국왕은 제2야전군을 성공적으로 이끌어 전선에서 용맹함을 보여준 프리드리히에게 푸르 르 메리트 훈장을 수여했다. 그러나, 전쟁의 참상은 그를 경악케 하였다. 쾨니히그레츠 전투가 벌어지기 며칠 전, 프리드리히는 아내인 빅토리아에게 보낸 편지에서 이 전투가 자신이 참전하는 마지막 전투이길 바란다고 썼다. 전투 사흘째에 다시 아내에게 보낸 편지에서는 “우리가 이제까지 얻어낸 것들을 지키기 위해 또다른 전쟁에 나서지 않을 수 있는지 아무도 모른다”라고 썼다.
4년 뒤인 1870년에 프로이센-프랑스 전쟁이 발발하자, 프리드리히는 다시 블루멘탈 장군과 함께 남부 독일 출신의 병사들로 구성된 제3야전군의 지휘를 맡았다. 왕세자는 비상부르 전투와 뵈르트 전투에서 지도력을 발휘하여 군공을 세웠고, 스당 전투와 파리 공성전에서 더욱 큰 전과를 올렸다. 프리드리히는 적군이라도 인도적으로 대우해줬으며 이러한 그의 행동은 프랑스인들과 오스트리아인들의 존경을 얻었고 다른 국가들로부터 찬사를 받았다. 베르트 전투 이후, 런던 뉴스의 기자는 왕세자가 프로이센의 부상병을 자주 찾아가 그들을 위로하였고, 프리드리히의 이러한 행동이 장병들의 존경과 사랑을 한 몸에 받고 있다며 칭찬을 아끼지 않았다. 또한 승전한 후에 프리드리히는 파리에서 온 기자들과 가진 자리에서 자신은 호전적인 사람을 싫어하며, 만약 왕위에 오르면 전쟁을 결코 일으키지 않을 것이다라고 말했다. 한 프랑스 기자는 기사에서 “왕세자는 적국의 땅에서 헤아릴 수 없을 만큼 많은 친절과 인간미를 보여주었다.”라며 그를 칭찬하였다. 《더 타임스》는 1871년 7월에 쓴 기사에서 프리드리히의 성과와 품행에 대해 “왕세자는 전쟁에서의 기량만큼 온화한 태도에서 두터운 인망을 얻었다.”라고 썼다.

### 황태자 시절, 그리고 짧은 치세

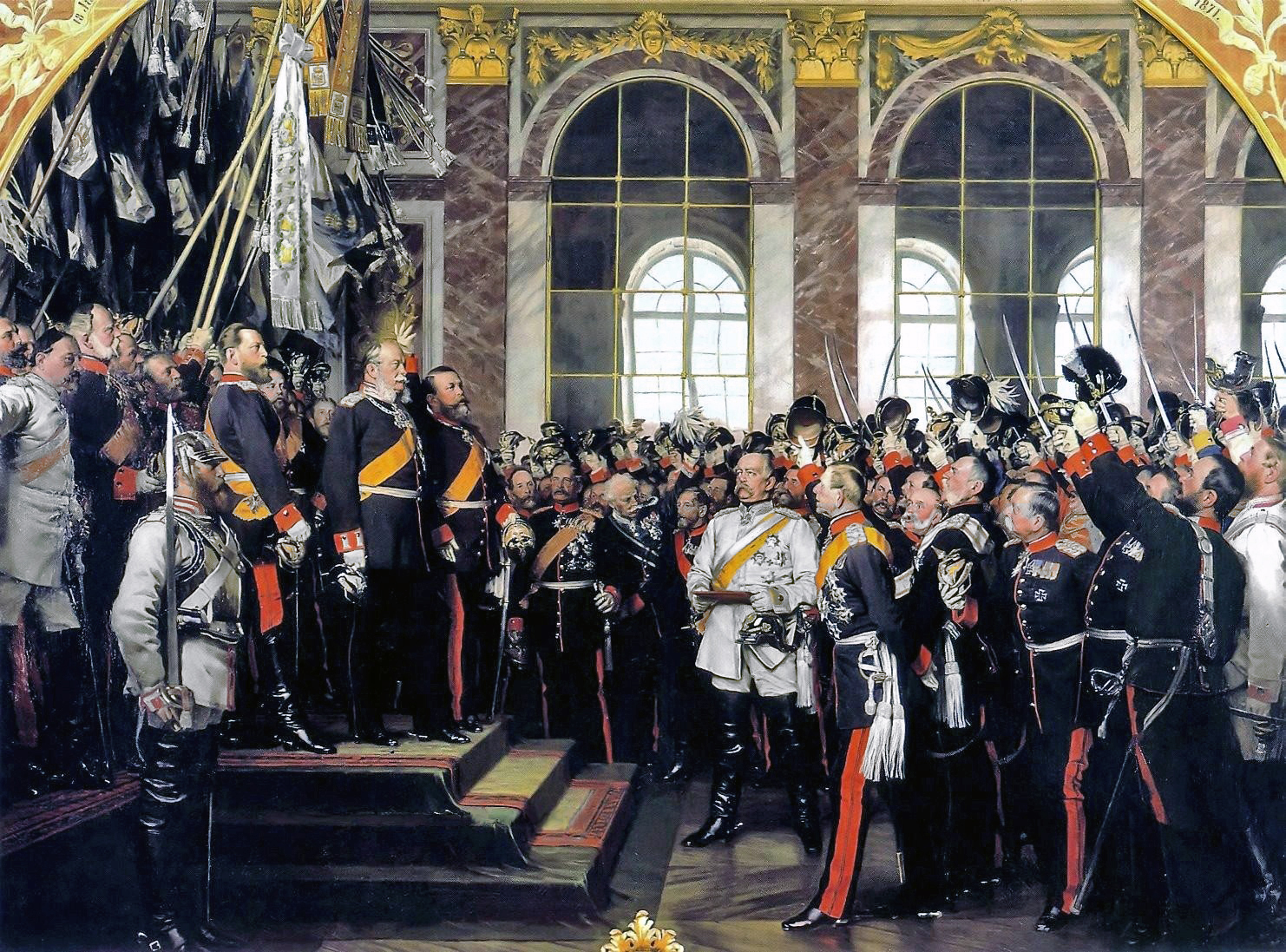
안톤 폰 베그너가 그린 베르사유 궁전에서의 빌헬름 1세의 대관식. 프리드리히 황태자는 아버지 뒤에 서 있으며, 옆에는 빌헬름의 사위인 바덴 대공이 연호하고 있다.

1871년, 프랑스와의 일전에서 승리한 프로이센은 독일의 군국들을 한데 모아 독일 제국을 성립하였다. 빌헬름 1세는 새로운 제국의 수장인 황제가 되었고, 프리드리히 왕세자는 독일의 다음 황위를 이을 황태자로 책봉되었다. 비록 빌헬름 1세는 황제에 즉위한 날을 자신의 일생에 있어서 가장 슬픈 날이라 회고했으나, 프리드리히는 독일 역사에서 가장 찬란한 순간 중 하나를 지켜보며 흥분했다. 제국수상이 되어 독일의 행정을 총괄하게 된 비스마르크는 프리드리히를 좋아하지 않았고 황태자와 빅토리아 황태자비의 자유주의적 성향을 탐탁치 않게 여겼다. 부황과 비스마르크와는 반대로, 프리드리히 황태자는 제국의 자유주의 세력을 계속 지지하여 군비와 군대 확장에 반대한다는 뜻을 밝혔다. 황태자는 또한 여러 공공 사업에도 관여하였는데 포츠담 근처의 도시인 보른슈테트(Bornstedt)에 여러 학교와 교회를 건설하는 일을 감독하기도 했다. 또한 빌헬름 1세는 수도 베를린을 거대한 문화의 중심지로 만들길 원하였는데, 프리드리히는 아버지의 이러한 정책을 지지하였고, 아버지의 뜻에 따라 국립박물관장의 직책을 맡아 여러 진귀한 미술품들을 사들여 전시했다.이 때 프리드리히가 모은 미술품들은 훗날 그의 죽음 이후 프리드리히 황제 박물관으로 옮겨져 이 곳에서 전시되었다. 1878년, 부황 빌헬름 1세가 암살미수 사건으로 부상을 입어 국사를 전담할 수 없게 되자, 프리드리히는 잠시 섭정을 맡았다. 그러나 얼마 안되어 빌헬름 황제의 병세가 호전되자, 황태자는 다시 권좌에서 내려와 제2선에 머물렀다. 프리드리히의 미약한 존재감은 그를 끊임없이 괴롭혔으며, 한편으로는 자살까지 생각하게 할 정도로 심각한 상태에 이르렀다.

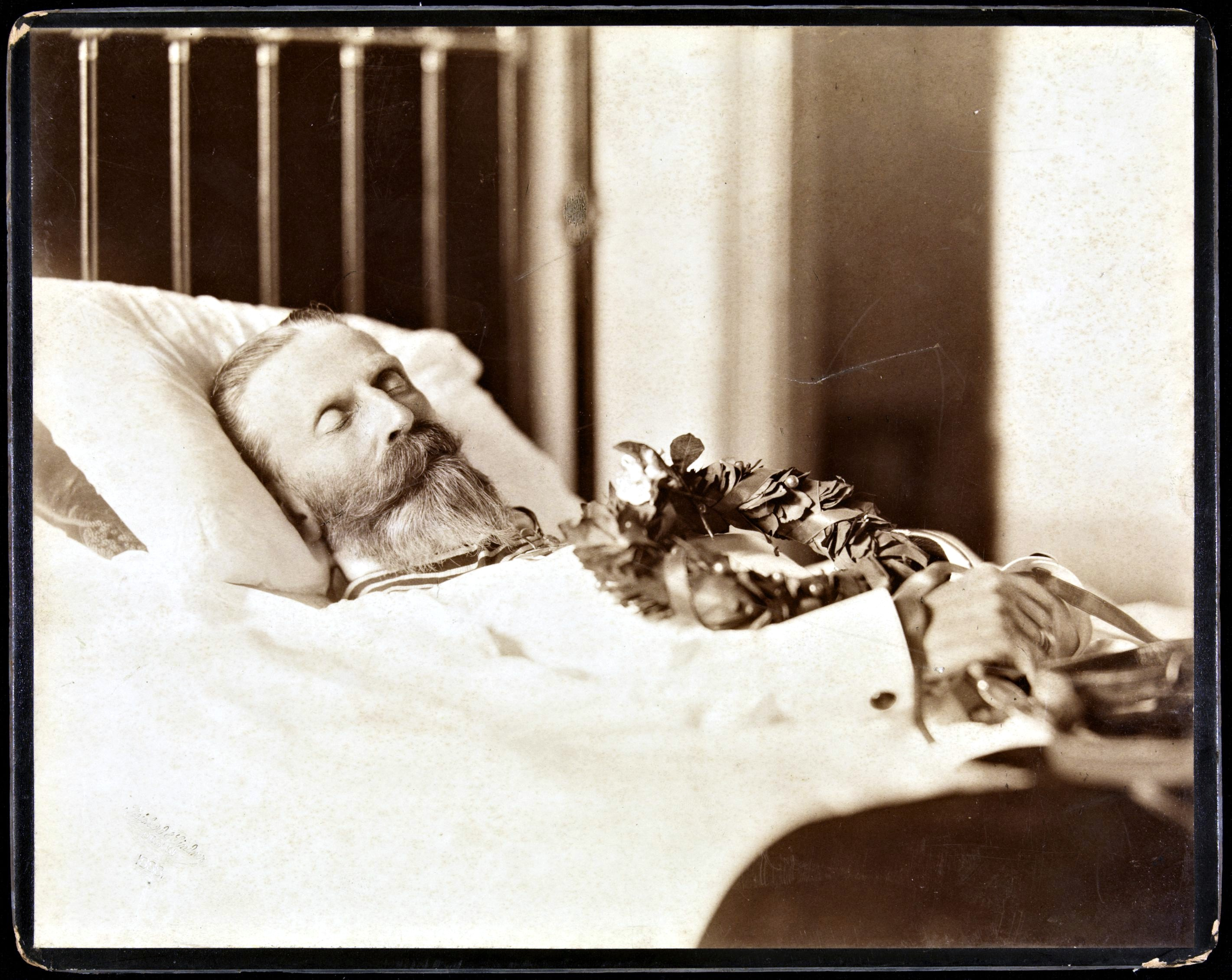
프리드리히 3세의 포스트 모르템 사진.

독일의 진보주의 세력은 빌헬름 1세가 사망하고 프리드리히 황태자가 황위를 이어받으면 자유주의의 새 시대가 올 것이라 단언하였다. 그러나 보수적이고 비스마르크를 굳게 신임하던 빌헬름 1세는 오래 황위를 지켰고 1888년 3월 9일 90세를 일기로 세상을 떠났다. 그러나 새로 즉위할 프리드리히에게 존호를 정하는 문제가 생기게 되었다. 원칙적으로 보자면 프리드리히는 새로이 개국한 독일 제국의 두 번째 황제였던 만큼 프리드리히 1세 또는 독일 제국을 신성 로마 제국의 연장선상으로 놓고 본다면 프리드리히 4세로 정했어야 했고 그는 후자를 선호했다. 그러나 제국수상인 비스마르크가 프리드리히 4세라는 존호는 정통성 시비에 휘말릴 수 있다고 주장하자, 독일 제국을 프로이센 왕국의 연장선상으로 보고 프리드리히 3세로 정하였다. 새 황제가 즉위할 때 그의 나이는 56세였으며 후두암을 앓고 있었다. 그는 자신의 병에 대해 “이 지독하고 구역질나는 병에 걸린 걸 생각하면... 난 나의 조국을 위해 내 능력을 발휘할 수 있길 간절히 바랬다.”라며 절규하였다. 치료와 함께 프리드리히는 논란을 빚은 의학적 소견을 받게 되었다. 황제의 주치의인 에르스트 폰 베어그만(Ernst von Bergmann)이 후두를 완전히 제거하자고 제안하였으나 그의 동료인 루돌프 피르호는 반대하였다. 또한 이 수술은 아직 살아있는 환자를 상대로 집도된 적이 없었다. 영국의 의사 모렐 매켄지(Sir Morell Mackenzie)는 프리드리히의 증상을 암으로 진단했고 기관절개를 제안하여 프리드리히와 황후인 빅토리아의 동의를 이끌어냈다. 1888년 2월 8일, 부황 빌헬름 1세가 세상을 떠나기 한달 전, 기관절개용 튜브가 프리드리히의 기도에 삽입되었으나, 프리드리히가 네달 뒤 세상을 떠날때까지 그는 말을 할 수 없었고 오직 글로만 자신의 의사를 표현할 수 있었다. 수술 집도 도중, 베어그만 박사가 기관지 절개를 하지 않은 채 튜브를 잘못된 부위에 삽입하여 자칫 프리드리히를 죽일 뻔 했다. 프리드리히는 기침과 각혈을 시작하였고 베어그만은 환부에 검지손가락을 갖다대어 더욱 번지게 만들었다. 출혈은 두 시간만에 멈췄지만, 베어그만의 이러한 행동은 결국 프리드리히의 목에 농양이 생겨 프리드리히 3세가 죽을 때까지 그를 더욱 고통스럽게 했다. 뒷날 프리드리히는 베어그만에게 왜 자신의 목안에 손가락을 집어넣었으며 베어그만이 자신의 병세를 잘못 진단했다고 불평하였다.
비록 병세는 점점 악화됨에도 불구하고, 프리드리히 3세는 황제로서의 책무를 다하려 노력하였다. 즉위 발표 직후, 프리드리히는 자신의 정장에 박혀있는 검은 독수리 훈장을 빼서 아내 빅토리아의 드레스에 달아줬는데, 이는 빅토리아를 황후로 높이겠다는 뜻을 천명한 것이었다. 프리드리히는 재위 기간 동안 장모인 빅토리아 여왕과 스웨덴과 노르웨이의 국왕 오스카르 2세의 공식 예방을 받았고, 차남인 하인리히와 조카딸인 이레네 공주의 결혼식에도 참석하였다. 그러나 프리드리히의 재위 기간은 고작 99일이었고, 이러한 짧은 치세로 인해 괄목할 만한 변화를 또한 가져오지 못했다. 즉위 직전 그가 발표한 칙령에서는 헌법에 따라 황제와 제국수상의 권한을 제한할 것을 약속하였으나 이 칙령은 끝내 시행되지 못했다. 6월 8일에는 프로이센 내무장관 로베르트 폰 푸트카머가 제국의회 선거에 관여해 온 사실이 드러나자, 그를 경질하였다. 매켄지 박사는 프리드리히가 황제로서의 책무에 대해 압도적인 감각을 지니고 있었다고 회고했다. 빅토리아 황후는 프랜시스 네이피어에게 보내는 편지에서 “황제께선 회의에도 참석하시고 매우 잘하고 계시며 여전히 시도는 하시지만 아직도 말을 하실 수 없다”라고 썼다. 열정이 넘쳤으나 자신이 뜻하던 바를 성취시킬 시간은 많지 않았던 프리드리히는 1888년 5월에 “난 아직 죽을 수 없다... 이제 독일은 어떻게 될 것인가?”라고 절규하였다.

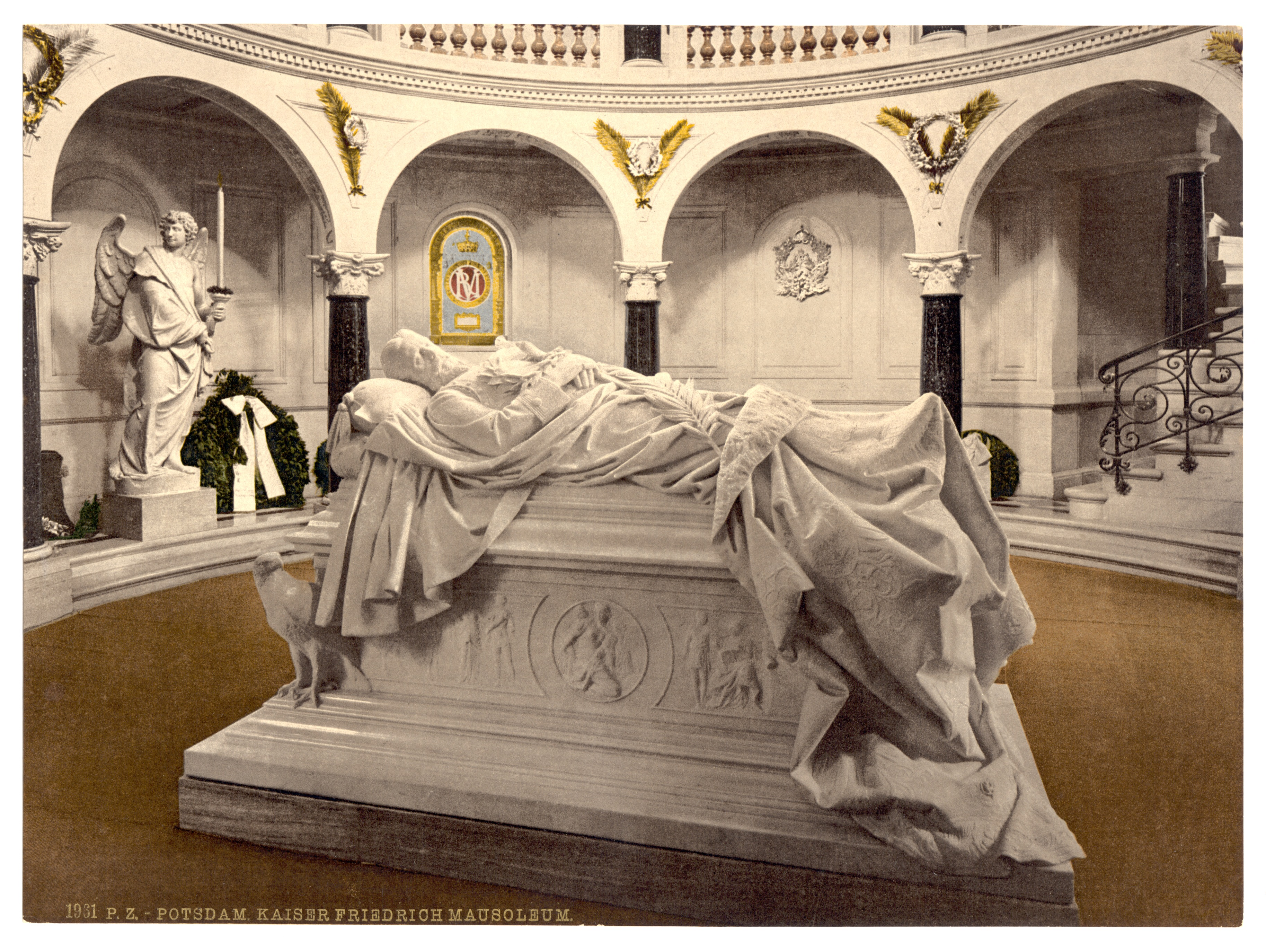
포츠담에 위치한 황제 프리드리히 영묘. 프리드리히 3세는 이 석관에 안장되었으며 관 위에는 그를 본딴 석상이 누워져 있다.

프리드리히 3세는 1888년 6월 15일에 사망하고, 29세의 황태자 빌헬름이 다음 황위를 이어받으니 빌헬름 2세이다. 프리드리히는 포츠담에 있는 평화 교회의 왕실 납골당에 안장되었다. 프리드리히 사후, 영국 총리를 지낸 윌리엄 글래드스턴은 그를 “독일 자유주의의 바르바로사”라고 평하였다. 빅토리아 황태후는 작고한 남편의 자유주의 사상을 독일에 전파하려 노력하였으나, 이후 어떠한 정치적 권한도 손에 쥐지 못했다.

## 업적과 평가

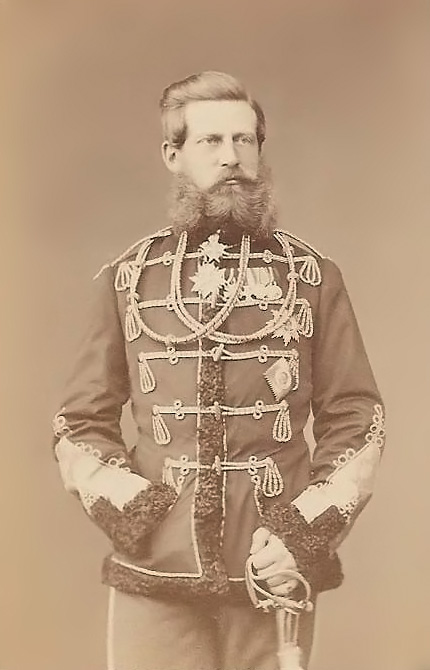
세르게이 르보비치 레비츠키가 1870년에 찍은 프리드리히 3세.

프리드리히 3세는 국가가 국민의 뜻에 반하는 행동을 해서는 안된다고 믿었다. 그는 오랫동안 자유주의적 영향을 깊게 받아왔으며 즉위 전에는 그의 생각과 의사를 빅토리아나 다른 사람들과 줄곧 피력해왔다. 프리드리히는 영국의 의회 제도와 장인인 작센코부르크고타의 앨버트 공에게 감명을 받아, 아내인 빅토리아와 함께 공동으로 통치하며 친자유주의적 인사를 장관에 임명하여 독일의 자유화를 꾀했다. 부부는 제국수상실의 권한을 크게 축소하고, 영국의 자유주의적 요소를 받아들여 독일을 재편하기를 희망하였다. 윌리엄 하벗 도슨(William Harbutt Dawson)이나 에리히 에익(Erich Eyck)같은 많은 역사가들은 프리드리히 3세의 이른 죽음이 독일 제국 내 자유주의 세력의 발전에 종지부를 찍었다고 평가하였다. 그들은 만약 프리드리히의 몸 상태가 좋아 더 오래 재위했더라면, 독일을 개혁하여 자유민주주의적인 국가로 탈바꿈시키고, 전쟁으로 나아가는 군사적 행보를 저지했을 것이라고 주장하였다. J. 맥컬러프(J. McCullough)는 프리드리히 황제가 계속 살아 있었다면 제1차 세계 대전은 일어나지 않았을 것이고 더불어 바이마르 공화국도 성립되지 않았을 것이라 주장했다. 오히려 마이클 밸포(Michael Balfour)같은 여러 역사가들은 제1차 세계 대전이 종전 직후, 세계의 판도에 영향을 주었던 것처럼 자유주의적 성향의 프리드리히 황제가 제2차 세계 대전의 발발 또한 막을 수 있었을 것이라 덧붙였다. 작가인 마이클 프론드(Michael Freund)는 프리드리히 3세가 더욱 오래 살았다면 더 나아가 두 세계 대전 모두 일어나지 않았을 것이라 평가했다. 프리드리히 3세의 생애와 치세를 평가한 역사학자 프랭크 팁튼(Frank Tipton)은 “만약 빌헬름 1세가 일찍 죽었거나 아니면 프리드리히 3세가 더 오래 살았다면 독일은 어떻게 바뀌었을까?”라는 추측을 하기도 했다.

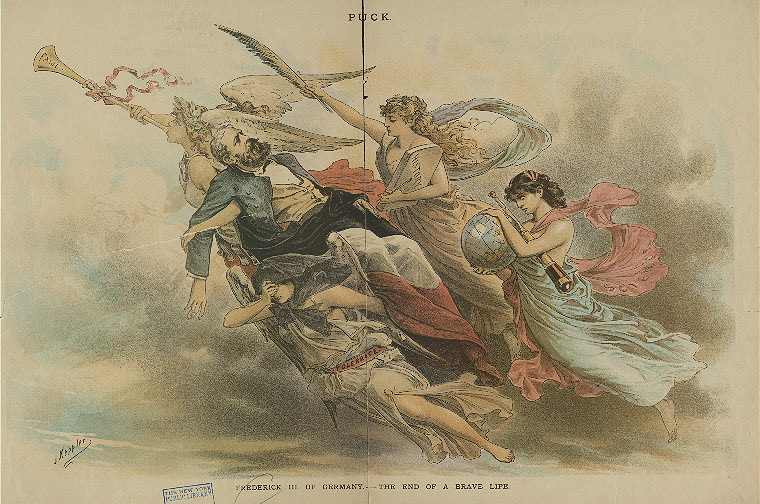
미국의 매거진 〈퍽〉(Puck)이 자유주의적 군주인 프리드리히 3세의 죽음을 애도한 만평.

그러나 빌헬름 몸젠(Wilhelm Mommsen)이나 아서 로젠버그(Arthur Rosenberg) 등의 역사가들은 프리드리히가 오래 재위했더라도 독일은 자유화되지 않았을 것이라며 비판적으로 평가한다. 그들은 프리드리히가 독일을 개혁하기 위해 부황 빌헬름 1세나 비스마르크에 감히 대항하지 못했다고 주장했다. 또한 프리드리히 역시 전형적인 군인으로서 호엔촐레른 왕가의 군대식 가풍에 익숙했고 열 살때에는 육군에 임관하자 아버지인 빌헬름에게 기쁘게 임관신고를 하기도 했다. 안드레아스 도팔렌(Andreas Dorpalen)은 생애 초반에 아버지 빌헬름 1세와 비스마르크가 수립해온 정책들을 준수했기 때문에 자신의 성격을 근본적으로 바꾸려 하지 않으려 했다고 지적하였다. 로젠버그에 따르면, 프리드리히가 비록 자유주의적 성향을 지녔으나 비스마르크와 그가 수립한 제도를 굳게 신뢰하였고, 도팔렌은 더불어 프리드리히 3세의 재위기간의 장단을 떠나, 독일에 진정한 변화를 가져오기에 프리드리히는 너무 약했고 능력 또한 한계가 있었다고 비판하였다. 제임스 J. 시한(James J. Sheehan)은 당시 독일의 정치적 환경과 정당 제도가 매우 보수적이라, 프리드리히가 자유주의의 기치를 내걸고 이를 극복하기엔 험난했다고 지적했다. 도팔렌은 또한 프리드리히 사후 독일의 진보주의 세력이 자유주의 운동을 이어나가기 위해 자유주의자로서의 프리드리히의 이미지를 과장했을 수도 있다고 진단하였고, 빌헬름 2세가 저지른 여러 실책들이 반사 작용으로 부황인 프리드리히 3세를 더욱 돋보이게 만들었다고 말했다.
빌헬름 2세를 포함한 프리드리히 3세의 자녀들은 여러 정치적 지위를 맡으며 유럽에 큰 영향을 끼쳤다. 부황과는 반대로, 빌헬름은 전쟁의 참상을 겪어보지 않았고, 비스마르크의 엄격한 지도 아래 호엔촐레른 황가의 군대식 가풍을 이어받으며 자랐다. 프리드리히 황제와 빅토리아 황후의 친자유주의적 사상을 경계한 비스마르크 제국수상은 빌헬름과 프리드리히, 빅토리아 부부간의 갈등을 더욱 부추겨야 한다고 느꼈다. 빌헬름은 그의 부모가 줄곧 행정부로부터 업신여기는 것을 목도하며 자랐고, 부황 프리드리히가 사망한 뒤에는 조부인 빌헬름 1세의 뒤를 따를 것이라고 천명하며 아버지에 대해서는 아무런 언급을 하지 않았다. 빌헬름 2세는 아버지의 모든 정책과 사상 등을 폐기하고 결과적으로 독일은 제1차 세계 대전을 맞닥뜨리게 된다.
그러나 빌헬름 2세를 이용하여 자신의 권력을 강화하여 역으로 프리드리히와 빅토리아의 권한을 약화시키려 했던 비스마르크의 계획은 결과적으로 그의 몰락을 가져오게 된다. 빌헬름 2세는 부황인 프리드리히 3세와 같이 제국수상이 너무 강력한 권한을 가지고 있다고 생각했고 그 권한을 황제가 가져와 더욱 강력한 황제권을 행사하여야 한다고 생각했다. 비스마르크는 빌헬름 2세가 자신을 경질할 때 그는 이미 모든 권한과 그가 자신의 집권을 위해 뽑은 많은 인재풀을 이미 잃었다. 비스마르크는 빅토리아 황태후에게 아들인 황제를 대신해 정치적 영향력을 행사해 줄것을 주문하였지만 비스마르크의 당여들은 자신들이 빌헬름 1세와 프리드리히 3세의 재위 기간 내내 업신여기던 사람들에게서 압력을 받고 있었고, 비스마르크는 경질 당시 부하들의 두터운 신망과 충성심을 얻지 못했다. 영국의 총리를 역임한 제3대 솔즈베리 후작 로버트 개스코인세실은 빅토리아 여왕에게 “프리드리히 황제가 즉위할 때 빌헬름 황태자를 앞세워 스스로의 권한을 강화하려 했던 비스마르크의 정치적인 수가 결국 그의 퇴진을 가져오는 능력이 되어버렸다”라고 말했다. 동정심과 승리감이 뒤섞인 상태였던 황태후는 비스마르크에게 비록 자신이 빌헬름 황제에게 영향력을 행사해도, 비스마르크가 스스로 무너뜨린 것들로부터 그를 구해줄 수 없다고 답했다.
프리드리히 3세를 위해 지어진 교회로는 베를린에 있는 프리드리히 황제 기념 교회(Kaiser-Friedrich-Gedächtniskirche)와 쾨니히스베르크의 칼트호프 교회가 있으며, 캐나다의 브리티시컬럼비아 해안 저비스 강 근처에는 그의 이름을 딴 프레더릭 윌리엄 산이 있다.

## 경칭과 작위, 서훈

### 작위
- 1831년 10월 18일 ~ 1861년 1월 2일: 프로이센 공자 프리드리히
- 1861년 1월 2일 ~ 1871년 1월 18일: 프로이센 왕세자
- 1871년 1월 18일 ~ 1888년 3월 9일: 독일 황태자, 프로이센 왕세자
- 1888년 3월 9일 ~ 1888년 6월 15일: 독일 황제, 프로이센 국왕

### 서훈
프리드리히 3세는 열 살에 검은 독수리 훈장을 수여받았다. 또한 쾨니히그레츠 전투에서 큰 전과를 올린 공으로 푸르 르 메리트 훈장도 받았다.

## 자녀
부인인 빅토리아와의 사이에 4남 4녀를 두었다.
| 사진 | 이름                        | 생일            | 사망                    | 기타 |
| ---- | --------------------------- | --------------- | ----------------------- | --- |
|      | 빌헬름 2세                  | 1859년 1월 27일 | 1941년 6월 4일 (82세)   | 아우구스테 빅토리아 폰 슐레스비히홀슈타인 공녀와 결혼, 슬하 6남 1녀. 헤르미네 폰 쇼엔나히카롤라트와 결혼, 자녀 없음. |
|      | 샤를로테 폰 프로이센 왕녀   | 1860년 7월 24일 | 1919년 10월 1일 (59세)  | 작센 마이닝겐공 베른하르트 3세와 결혼, 슬하 1녀.                                                                     |
|      | 하인리히 폰 프로이센 왕자   | 1862년 8월 14일 | 1929년 4월 20일 (66세)  | 이레네 폰 헤센다름슈타트 대공녀와 결혼. 슬하 3남.                                                                    |
|      | 지기스문트 폰 프로이센 왕자 | 1864년 9월 15일 | 1866년 6월 18일 (1세)   | 요절 |
|      | 빅토리아 폰 프로이센 왕녀   | 1866년 4월 12일 | 1929년 11월 13일 (63세) | 샤움부르크리페 공자 아돌프와 결혼 후 사별, 자녀 없음. 알렉산더 줍코프와 결혼 후 이혼, 자녀 없음.                     |
|      | 발데마르 폰 프로이센 왕자   | 1868년 2월 10일 | 1879년 3월 27일 (11세)  | 요절 |
|      | 조피 폰 프로이센 왕녀       | 1870년 6월 14일 | 1932년 1월 13일 (61세)  | 그리스 콘스탄티노스 1세와 결혼, 슬하 3남 3녀.                                                                        |
|      | 마르가레테 폰 프로이센 왕녀 | 1872년 4월 22일 | 1954년 1월 22일 (81세)  | 프리드리히 카를 폰 헤센 공자와 결혼, 슬하 6남.                                                                       |

## 같이 보기
- 오토 폰 비스마르크
- 빌헬름 1세
- 프로이센
- 독일제국
- 보오전쟁
- 보불전쟁

## 참고 자료
- Balfour, Michael (1964). The Kaiser and his Times (영어). 보스턴: Houghton Mifflin. ISBN 0-393-00661-1. LCCN 64022678. OCLC 807459.
- Cecil, Lamar (1989). Wilhelm II: Prince and Emperor 1859-1900 (영어). 채플힐: University of North Carolina Press. ISBN 978-0-8078-1828-2. LCCN 88027798. 2015년 4월 2일에 원본 문서에서 보존된 문서. 2015년 3월 29일에 확인함.
- Chalat, Ned (1984년 10월). “Sir Morell Mackenzie Revisited”. The Laryngoscope (영어) 94 (10): 1307-1310. doi:10.1288/00005537-198410000-00009. PMID 6384708.
- Corti, Egon (1957). The English Empress: A Study in the Relations Between Queen Victoria and Her Eldest Daughter, Empress Frederick of Germany (영어). 런던: Cassell. LCCN a57006657. OCLC 1434997.
- Dorpalen, Andreas (1948년 10월). “Emperor Frederick III and the German Liberal Movement”. The American Historical Review (영어) (American Historical Association) 54 (1): 1-31. doi:10.2307/1841754. JSTOR 1841754.
- Hitz, Charles W. (2004). Through the Rapids - The History of Princess Louisa Inlet (영어). 워싱턴 주 커클랜드: Sikta 2 Publishing. ISBN 0-9720255-0-2. LCCN 2003092782. OCLC 54679207.
- Farago, Ladislas; Sinclair, Andrew (1981). Royal Web: The Story of Princess Victoria and Frederick of Prussia (영어). 뉴욕: McGraw-Hill Book Company. ISBN 0070199418. LCCN 81008246.
- Feuchtwanger, Edgar (2002). Bismarck (영어). 런던: Routledge. ISBN 978-0-415-21614-2. OCLC 905791198.
- Freund, Michael (1966). Das Drama der 99 Tage (독일어). 쾰른: Kiepenheuer und Witsch. LCCN 66068760.
- Howard, Michael (2001). The Franco-Prussian War: The German Invasion of France, 1870-1871 (영어). 런던: Routledge. ISBN 978-0-415-26671-0.
- Judd, Denis (1976). Eclipse of Kings: European Monarchies in the Twentieth Century (영어). 뉴욕: Stein and Day. ISBN 978-0-685-70119-5. OCLC 2074280.
- Kitchen, Martin (1996). The Cambridge Illustrated History of Germany (영어). 케임브리지: Cambridge University Press. ISBN 978-0-521-45341-7. OCLC 46909896.
- Kollander, Patricia (1995). Frederick III: Germany's Liberal Emperor (영어). 런던: Greenwood Publishing Group. ISBN 978-0-313-29483-9.
- Lord, John (2004). Beacon Lights of History Volume X (영어). 몬태나: Kessinger Publishing. ISBN 978-1-4191-0920-1.
- MacDonogh, Giles (2003). The Last Kaiser: The Life of Wilhelm II (영어). 런던: Macmillan. ISBN 978-0-312-30557-4.
- Mackenzie, Morell (1888). The case of Emperor Frederick III.: full official reports by the German physicians and by Sir Morell Mackenzie (영어). 뉴욕: Edgar S. Werner. LCCN 04027090.
- McCullough, J. (1930년 3월). “An Imperial Tragedy: Frederick III and the Letters of the Empress”. The Canadian Medical Association Journal (영어): 403-409. OCLC 317613912. PMC 381777.
- Mueller-Bohn, Hermann (1900). Kaiser Friedrich der gütige: Vaterländisches Ehrenbuch (독일어). 베를린: Verlag Von Paul Kittel. OCLC 11475860.
- Nichols, J. (1987). The Year of the Three Kaisers: Bismarck and the German Succession, 1887-88 (영어). 시카고: University of Illinois Press. ISBN 978-0-252-01307-2.
- Oster, Uwe A. (2013년 3월). “Friedrich III. – Der 99-Tage-Kaiser: Zur Untätigkeit verdammt”. Damals (독일어) 45 (3): 60-65. ISSN 0011-5908. OCLC 8253886.
- Pakula, Hannah (1995). An Uncommon Woman - The Empress Frederick: Daughter of Queen Victoria, Wife of the Crown Prince of Prussia, Mother of Kaiser Wilhelm (영어). 뉴욕: Simon and Schuster. ISBN 978-0-684-80818-5. OCLC 59592048.
- Palmowski, Jan (1999). Urban Liberalism in Imperial Germany (영어). 옥스포드: Oxford University Press. ISBN 978-0-19-820750-4.
- Röhl, John (1998). Young Wilhelm: The Kaiser's Early Life, 1859-1888 (영어). 케임브리지: Cambridge University Press. ISBN 978-0-521-49752-7.
- Rosenberg, Arthur (1931). The Birth of the German Republic 1871-1918 (영어). 옥스퍼드: Oxford University Press. LCCN 31028690. OCLC 6004870.
- Sheehan, James (1978). German Liberalism in the Nineteenth Century (영어). 시카고: University of Chicago Press. ISBN 978-1-57392-606-5.
- Sinclair, Andrew (1981). The Other Victoria: The Princess Royal and the Grand Game of Europe (영어). 런던: Weidenfeld and Nicholson. ISBN 0-297-77987-7. OCLC 8845833.
- Sperber, Jonathan (1994). The European Revolutions, 1848-1851 (영어). 케임브리지: Cambridge University Press. ISBN 978-0-521-38685-2.
- “The Crown Prince Frederick William of Prussia”. The Illustrated London News. 1870년 8월 20일. 185면.
- Tipton, Frank (2003). A History of Modern Germany Since 1815 (영어). 런던: Continuum International Publishing Group. ISBN 978-0-8264-4910-8.
- Van der Kiste, John (1981). Frederick III: German Emperor 1888 (영어). 글로스터: Alan Sutton. ISBN 978-0-904387-77-3. OCLC 10605825.
- Wanckel, Regine (2008). “Evangelische Friedenskirchgemeinde Potsdam” (독일어). Evkirchepotsdam.de. 2008년 5월 3일에 원본 문서에서 보존된 문서. 2008년 9월 29일에 확인함.